# Mitsubishi F-X
Mitsubishi F-X (F-3) – projekt japońskiego myśliwca wielozadaniowego, który ma zastąpić używane w Japońskich Powietrznych Siłach Samoobrony samoloty Mitsubishi F-2. Nowa konstrukcja ma zostać wybudowana w technologii obniżonej skuteczna powierzchni odbicia radiolokacyjnego.
W 2022 roku wraz z Włochami i Wielką Brytanią zdecydowano połączyć program w jeden projekt międzynarodowy Global Combat Air Programme.

## Historia
24 czerwca 2016 roku japońskie Ministerstwo Obrony ogłosiło zapytanie ofertowe dotyczące pozyskania nowego samolotu, oznaczonego wstępnie jako F-3 a mającego w przyszłości zastąpić maszyny Mitsubishi F-2. Plany przewidują zakup około 100 nowych samolotów, które znalazłyby się w linii do 2030 roku. Wstępnie zakładano, iż F-3 może być samolotem zaprojektowanym i zbudowanym od podstaw, zarówno samodzielnie przez rodzimy przemysł jak i we współpracy międzynarodowej. Nie wykluczano również zakupu istniejącej już, zaawansowanej konstrukcji np. Lockheed Martin F-35 Lightning II. Dziewiczy lot Mitsubishi X-2, udowodnił, iż dwie pierwsze opcje również są jak najbardziej realne i w zasięgu możliwości japońskiego przemysłu obronnego. 30 października 2020 roku, japoński rząd podpisał umowę z firmą Mitsubishi Heavy Industries (MHI). Na jej podstawie, MHI rozpocznie prace badawczo-rozwojowe, które mają doprowadzić do budowy nowego samolotu myśliwskiego. Zdecydowano się na opcję, w której rodzimy przemysł nawiąże współprace z wybranym do końca 2020 roku zagranicznym partnerem. Plany zakładają pozyskanie przynajmniej jednego zagranicznego kooperanta. Będąc poinformowanym o japońskich planach, wstępną chęć nawiązania współpracy w ramach projektu F-X, wyraziły amerykańskie firmy Boeing, Lockheed Martin i Northrop Grumman. Swój akces do programu zgłosił również brytyjskie koncerny BAE Systems i producent silników Rolls-Royce Holdings. Docelowo, Japonia będzie chciała dokonać pełnego zakupu zagranicznych technologii użytych do budowy nowego samolotu i ich implementacji przez rodzimy przemysł zbrojeniowy. Podpisanie kontraktu z MHI, potencjalnie pozwoli firmie, odrobić straty jakie poniosła z powodu zamrożenia w październiku 2020 roku projektu rozwoju i budowy regionalnego samolotu pasażerskiego Mitsubishi SpaceJet.

## Global Combat Air Program (GCAP)
9 grudnia 2022 roku, premierzy Wielkiej Brytanii, Japonii i Włoch, wydali wspólne oświadczenie o uruchomieniu programu Global Combat Air Program, którego celem jest wybudowanie myśliwca nowej generacji oraz całego szeregu współtowarzyszących mu systemów. Według wstępnych planów nowa konstrukcja ma w 2035 roku wejść do służby liniowej. Wyrażając współprace pomiędzy trzema krajami, zaakcentowano również fakt, iż nowy samolot ma powstać przy udziale sojuszników i partnerów spoza wymienionej trójki. Równolegle z oświadczeniem dotyczącym, GCAP, japońskie Ministerstwo Spraw Zagranicznych wydało komunikat, w który podkreśliło wsparcie jakiego amerykański Departament Obrony udziela międzynarodowej współpracy w dziedzinie obronności Japonii oraz jej sojusznikom Wielkiej Brytanii i Włochom.